# Saławat Jułajew
Saławat Jułajew (baszk. Салауат Юлай улы, ros. Салават Юлаев; ur. 16 czerwca 1754, zm. 8 października 1800) – baszkirski bohater narodowy i poeta. Uczestnik powstania Pugaczowa (1773-1775) i jego przywódca na ziemiach Baszkirów; zebrał, zorganizował i dowodził ponaddziesięciotysięczną armią. Za walkę z caratem skazany na dożywotnie zesłanie. Twórczość literacka – głównie w języku baszkirskim.

Pomnik Jułajewa w godle Baszkirii

Wizerunek pomnika Jułajewa, znajdującego się w stolicy Baszkirii – Ufie stał się podstawą opracowania współczesnego godła Baszkirii.
W Baszkirii istnieje miasto o nazwie Saławat.
Od imienia Saławata Jułajewa nazwano największy klub hokejowy w Ufie, mistrz Rosji z 2011 – Saławat Jułajew Ufa.